# Erwin Schrödinger

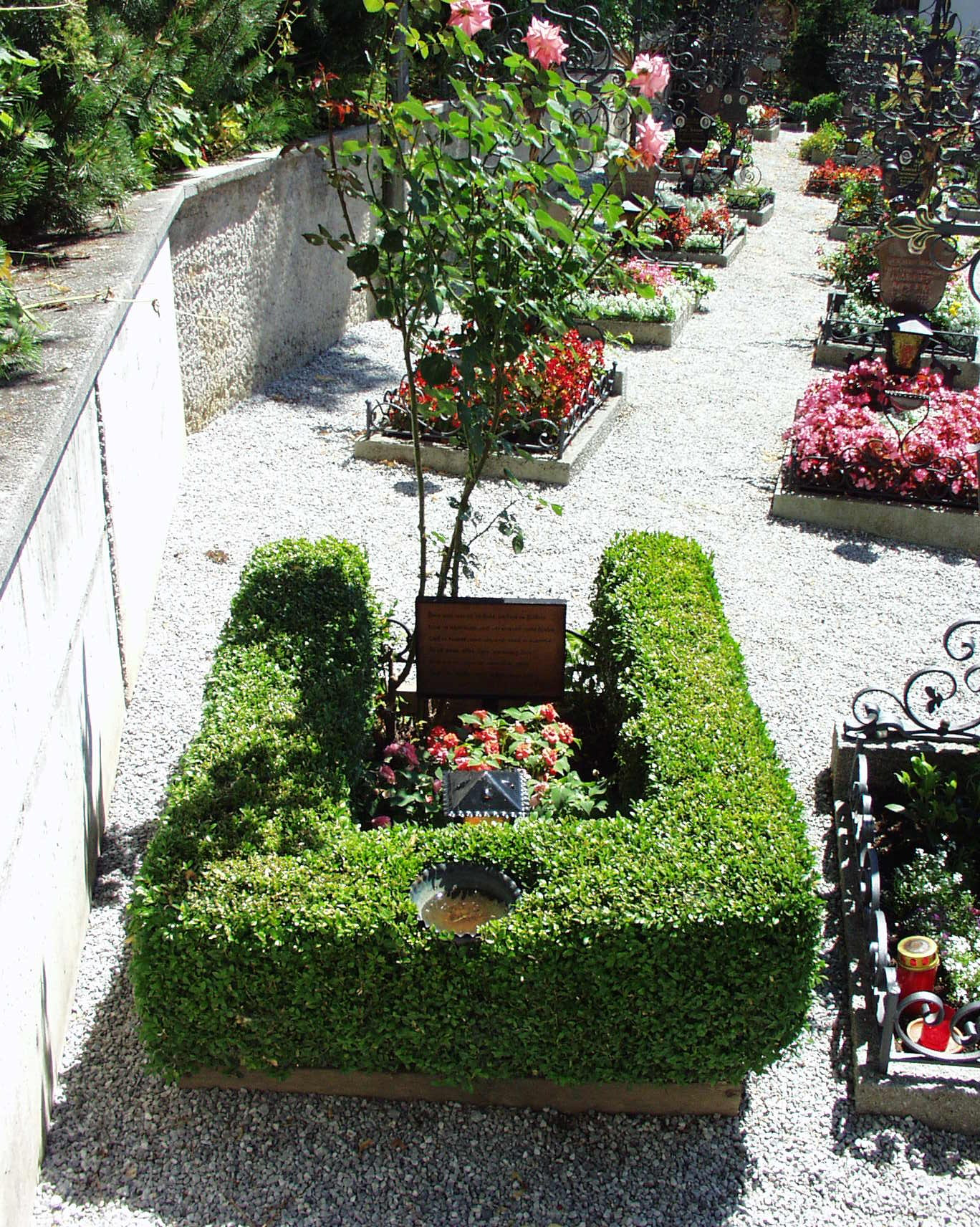
Schrödinger sírja Alpbachban

Erwin Rudolf Josef Alexander Schrödinger (Bécs, 1887. augusztus 12. – Bécs, 1961. január 4.) Nobel-díjas osztrák fizikus, a kvantummechanika egyik atyja. Kiemelkedő munkát végzett a statisztikus fizikában, a kvantumelméletben, a relativitáselméletben és a biofizikában. A fizikai Nobel-díjat 1933-ban kapta meg munkásságáért.

## Élete
Apja, a katolikus Rudolf Schrödinger, viaszosvászon-készítő, botanikus, anyja pedig az evangélikus Georgine Emilia Brenda Bauer. Erwin az egyedüli gyermek a családban. Anyai nagyapja Alexander Bauer, a Technische Hochschule kémiaprofesszora. Intellektuális környezetben nőtt fel, már fiatal iskolás korában széles érdeklődést mutatott a fizika, az antik nyelvek, a költészet és a logikai problémák iránt is. Az ókor, és különösen az antik filozófiát érintő kíváncsisága egész életét végigkísérte.

### Tanulmányai és tudományos munkássága
1898-ban beiratkozott a bécsi akadémiai gimnáziumba (Akademisches Gymnasium). 1906–1910 között Bécsben tanult Franz Serafin Exner és Friedrich Hasenöhrl keze alatt. Kísérleti munkát is folytatott Friedrich Kohlrauschsal. 1911-ben Exner asszisztense lett. Tanulmányai alatt közeli barátságba került Franz Frimmel botanikussal.
Schrödinger 1914-ben habilitált (venia legendi). 1920-ban Max Wien asszisztense lett Jénában. 1920 szeptemberében rendkívüli professzor lett Stuttgartban, majd 1921-ben rendes professzorrá nevezték ki Breslauban (magyar nevén Boroszló, ma Wrocław).
1926-ban a Zürichi Egyetem elméleti fizika tanszékére került, ahol Max von Laue és Albert Einstein voltak az elődei. 1926 januárjában publikálta az Annalen der Physik folyóiratban cikkét hullámmechanika témában „A kvantálás mint sajátértékprobléma” (németül: Quantisierung als Eigenwertproblem) címmel, amit ma Schrödinger-egyenletként ismerünk. Ebben a cikkben a hullámegyenletet időfüggetlen rendszerekre vonatkoztatta és megmutatta, hogy az helyes energia-sajátértékeket ad a hidrogénszerű atomok esetén. Ezt az egyenletet általánosan a 20. század egyik legnagyobb eredményének tartják, ami forradalmat idézett elő a fizikában és a kémiában. Egy második cikket is publikált, mindössze négy héttel később, ami megoldotta a harmonikus kvantumoszcillátort, a merev rotort és a kétatomos molekulát, valamint új levezetést adott a Schrödinger-egyenletre. Egy harmadik májusi cikkben megmutatta, hogy az ő megközelítése és Heisenbergé ekvivalens és megadta a Stark-effektus kezelését. A sorozat negyedik cikke pedig megmutatta, hogyan lehet kezelni az időben változó rendszereket, mint például a szórásproblémákat. Ezek a cikkek voltak karrierjének központi elemei, és a fizikusközösség azonnal nagy jelentőségűeknek fogadta el őket.
1927-ben csatlakozott Max Planckhoz a berlini Humboldt Egyetemen. 1933-ban a náci antiszemitizmus miatt elhagyta Németországot. Az Oxfordi Egyetemen a Magdalen College tagja lett. Nem sokkal érkezése után Paul Dirackal együtt megkapta a fizikai Nobel-díjat. A szerződéses idejét Oxfordban nem töltötte ki, nem konvencionális élete (két nővel élt) nem talált megértésre. 1934-ben a Princetoni Egyetemen tartott előadásokat, ahol állandó pozíciót ajánlottak neki, de ő nem fogadta el. Valószínűleg megint az okozott problémát, hogy házat keresett saját maga, felesége és barátnője számára. Állást ajánlottak neki az edinburghi egyetemen, de a vízum késedelme miatt végül a grazi Egyetemen fogadott el egy másikat, 1936-ban.
1938-ban, miután Hitler elfoglalta Ausztriát, problémái támadtak Németországból távozása és ismert náciellenes álláspontja miatt. Kiadott egy közleményt, amelyben visszavonta ezt az álláspontot, amit utóbb megbánt és személyesen kért érte elnézést Einsteintől. Mindenesetre ez a közlemény nem nyugtatta meg teljesen az új hatalmat, és az egyetem politikai megbízhatatlanság címén elbocsátotta állásából. Zaklatták és megtiltották neki, hogy elhagyja az országot, de ő feleségével Olaszországba szökött. Innen vendégtanárként Oxfordba és a belgiumi Gent egyetemére ment.
1940-ben meghívták Dublinba, hogy segítsen felállítani a Dublin Institute for Advanced Studiest. Az Elméleti Fizikai Iskola igazgatója lett, tizenhét évig ott maradt, elnyerve közben az ír állampolgárságot. Mintegy 50 további cikket írt, amelyekkel megpróbálta megközelíteni az egyesített térelméletet.
1944-ben megírta a Mi az élet? című könyvét, ami a negentrópiát tárgyalja és egy összetett molekula fogalmát, ami az élő szervezetek genetikai kódját hordozza. James D. Watson emlékiratai (DNS, Az élet titka.) szerint Schrödinger könyve adta neki a lökést, hogy a géneket kutassa, ami a DNS kettős hélix szerkezetének felfedezéséhez vezetett. Hasonlóképpen Francis Crick leírja önéletrajzi könyvében (angolul: What Mad Pursuit), milyen hatással voltak rá Schrödinger spekulációi arról, hogy a genetikai információkat esetleg molekulák tárolhatják. Schrödinger 1955-ös nyugdíjba vonulásáig maradt Dublinban. Ezalatt hű maradt egyedi szenvedélyéhez, botrányos esetek történtek diákokkal, és két ír nőtől született gyereke. Élethossziglani érdeklődést tanúsított a hindu filozófia egyik fő ága, a Védánta iránt, és azon a lehetőségen gondolkodott, hogy az egyéni tudat csak az univerzumot átjáró egységes tudat egyik megnyilvánulása.
1956-ban visszatért Bécsbe. Az Energia Világkonferencia egyik fontos előadásán elutasította, hogy a atomenergiáról beszéljen, mert szkeptikus volt vele kapcsolatban, és inkább egy filozófiai előadást tartott. Ebben az időben Schrödinger elfordult a kvantummechanika fő vonalától, a hullám-részecske kettősségtől és a hullámtermészet egyedüli voltát támogatta, sok vitát kiváltva.

### Magánélete
1914-től 1918-ig hivatásos tisztként vett részt az I. világháborúban az osztrák erődtüzérség kötelékében (Görz, Duino, Sistiana, Prosecco, Bécs).
1920. április 6-án feleségül vette Annemarie Bertelt.
Schrödinger és felesége nyitott kapcsolatban éltek – Schrödingernek házasságon kívüli kapcsolatai voltak, például kollégája és barátja, Arthur March feleségével, Annemarie pedig hosszútávú kapcsolatban állt Hermann Weyllel, ami ugyanakkor nem zavarta meg Schrödinger és Weyl barátságát.

### Halála és emlékezete
Schrödinger 73 évesen, 1961-ben halt meg Bécsben, tuberkulózisban. Alpbachban temették el. A hatalmas Schrödinger-krátert a Hold túlsó oldalán halála után nevezte el róla a Nemzetközi Csillagászati Unió (IAU). Egy időben Schrödinger arcképe díszítette az ezerschillinges bankjegyet Ausztriában. 2013. augusztus 12-én a Google kereső egy ún. google doodle emléklogóval tisztelgett a tudós előtt.

## Magyarul megjelent művei
- Válogatott tanulmányok; vál., szerk. Tőrös Róbert, ford. Nagy Imre; Gondolat, Bp., 1970
- Erwin Schrödinger válogatott írásai; vál., előszó Szegedi Péter; Typotex, Bp., 2014 (Principia philosophiae naturalis)